# Тшцинець (гміна Міхів)
Тшцинець (пол. Trzciniec) — село в Польщі, у гміні Міхів Любартівського повіту Люблінського воєводства.
Населення — 165 осіб (2011).
У 1975—1998 роках село належало до Люблінського воєводства.

## Демографія
Демографічна структура станом на 31 березня 2011 року:
|          | Загалом | Допрацездатний вік | Працездатний вік | Постпрацездатний вік |
| -------- | ------- | ------------------ | ---------------- | -------------------- |
| Чоловіки | 76      | 15                 | 49               | 12                   |
| Жінки    | 89      | 23                 | 44               | 22                   |
| Разом    | 165     | 38                 | 93               | 34                   |